# Lanna Saunders
Lanna Saunders (* 22. Dezember 1941 in New York City; † 10. März 2007 in Sherman Oaks, Kalifornien) war eine US-amerikanische Schauspielerin, die vor allem durch ihre Rolle in der Seifenoper Zeit der Sehnsucht (auf Englisch Days of our Lives) Bekanntheit erlangte.

## Leben und Karriere
Saunders begann im Alter von 13 Jahren mit der Schauspielerei und wurde später Mitglied der Lincoln Center Company, an der sie Wegbegleiterin von Elia Kazan und Robert Whitehead war.
An der Bühne lernte sie ihren späteren Ehemann Lawrence Pressman kennen, der dort auch Schauspieler war. Im Thriller Heißblütig – Kaltblütig spielte sie 1981 die Rolle der Roz Kraft.
Bereits seit 1979 spielte sie die Rolle von Marie Horton in Zeit der Sehnsucht. Nachdem 1982 bei ihr Multiple Sklerose festgestellt wurde, musste sie ihr Mitwirken an der Serie 1985 aufgeben. Im Alter von 65 starb Lanna Saunders an den Folgen ihrer Krankheit.
Ihr Sohn David Pressman wurde auch Schauspieler, ihr Bruder Theo Saunders ist ein Jazz-Pianist.

## Filmografie

### Kino
- 1975: Everybody Rides the Carousel
- 1981: Heißblütig – Kaltblütig (Body Heat)

### Fernsehen
- 1960–1961: The Brighter Day (Fernsehserie)
- 1968: The Doctors (Fernsehserie, drei Folgen)
- 1972: Ein Sheriff in New York (McCloud, Fernsehserie, eine Folge)
- 1974: Dr. med. Marcus Welby (Marcus Welby, M.D., Fernsehserie, eine Folge)
- 1975: Die Waltons (The Waltons, Fernsehserie, eine Folge)
- 1977–1978: Barnaby Jones (Fernsehserie, zwei Folgen)
- 1978: Der Sechs-Millionen-Dollar-Mann (The Six Million Dollar Man, Fernsehserie, eine Folge)
- 1978: Fantasy Island (Fernsehserie, eine Folge)
- 1978: Was soll denn nur mit Vater werden? (A Family Upside Down,  Fernsehfilm)
- 1978: Vor den Augen der Welt (Ruby and Oswald,  Fernsehfilm)
- 1979–1985: Zeit der Sehnsucht (Days of Our Lives, Fernsehserie)
- 1983: Hart aber herzlich (Hart to Hart, Fernsehserie, Folge Wenn das Blatt sich wendet)